# Nguyễn Đình Bắc
Nguyễn Đình Bắc (sinh ngày 19 tháng 8 năm 2004) là một cầu thủ bóng đá chuyên nghiệp người Việt Nam hiện đang thi đấu ở vị trí tiền đạo cánh cho câu lạc bộ V.League 1 Công an Hà Nội và đội tuyển bóng đá quốc gia Việt Nam.

## Tiểu sử
Nguyễn Đình Bắc sinh ra và lớn lên ở Hưng Nguyên, ngoại ô thành phố Vinh, tỉnh Nghệ An, từng là học viên của lò đào tạo Sông Lam Nghệ An, nhưng phải rời đội do thể lực và thể hình không đạt yêu cầu. Đình Bắc trở về học văn hóa dù vẫn đam mê với nghiệp bóng đá. 3 năm sau, Hồ Thanh Thưởng - cựu tiền vệ Sông Lam Nghệ An khi đó đang làm việc cho Trung tâm đào tạo bóng đá trẻ T&T - VSH của danh thủ Văn Sỹ Hùng, đến gặp và thuyết phục Đình Bắc quay lại bóng đá. Năm 2020, Thanh Thưởng dùng mối quan hệ của mình xin cho Đình Bắc gia nhập đội trẻ của Quảng Nam.

## Sự nghiệp câu lạc bộ

### Quảng Nam
Đến giữa mùa giải 2022, Nguyễn Đình Bắc được câu lạc bộ Quảng Nam đôn lên đội một để thi đấu giải Hạng Nhất. Vào mùa giải sau đó, mùa 2023, Đình Bắc đã để lại dấu ấn lớn với 7 bàn thắng và 8 pha kiến tạo trong 13 lần ra sân, góp công lớn giúp Quảng Nam trở lại sân chơi lớn nhất của bóng đá Việt Nam. Đồng thời, anh cũng đạt danh hiệu cầu thủ xuất sắc nhất giải Hạng Nhất Quốc gia 2023.
Dù thi đấu tốt khi còn rất trẻ nhưng Đình Bắc cũng dính phải nhiều lùm xùm không đáng có. Tháng 2 năm 2024, anh bị câu lạc bộ kỷ luật và cấm thi đấu vài trận do thiếu kỷ luật khi vắng mặt tại nhiều buổi tập với nhiều lý do khác nhau.

## Sự nghiệp quốc tế

### 2023-nay: Cầu thủ trẻ tiềm năng
Năm 2022, Nguyễn Đình Bắc cùng U-19 Việt Nam giành huy chương đồng U-19 Đông Nam Á 2022. Năm 2023, Đình Bắc được điền tên vào danh sách tham dự U-20 châu Á 2023 cùng U-20 Việt Nam và chỉ bị loại cay đắng do kém chỉ số phụ dù đã có 6 điểm.
Nguyễn Đình Bắc có trận ra mắt đội tuyển quốc gia Việt Nam trong trận thua 0–2 trước Trung Quốc vào ngày 10 tháng 10 năm 2023. Ngày 16 tháng 11 năm 2023, Đình Bắc có bàn thắng đầu tiên cho đội tuyển, ấn định chiến thắng 2–0 của đội tuyển trước Philippines trong trận ra quân của tuyển Việt Nam tại chiến dịch vòng loại World Cup 2026. Đình Bắc ghi bàn vào ngày 14 tháng 1 năm 2024 trong trận đấu gặp Nhật Bản tại AFC Asian Cup 2023 bằng pha đánh đầu ngược đẹp mắt gỡ hoà 1-1 cho đội tuyển, trước khi thua ngược 2-4 sau đó.
Tại U23 Đông Nam Á 2025, Đình Bắc ra sân 4 trận, trong đó 3 trận đấu anh đá chính, ghi được 2 bàn thắng. Đình Bắc đã đi vào lịch sử khi anh trở thành cầu thủ đầu tiên của Việt Nam đoạt danh hiệu Cầu thủ xuất sắc nhất giải U23 Đông Nam Á, góp công không nhỏ trong hành trình vô địch của U-23 Việt Nam tại giải đấu này.

## Thống kê sự nghiệp

### Câu lạc bộ
Tính đến ngày 29 tháng 10 năm 2023
| Câu lạc bộ          | Mùa giải            | Giải đấu            | Giải đấu | Giải đấu | Cúp quốc gia | Cúp quốc gia | Khác | Khác | Tổng cộng | Tổng cộng |
| Câu lạc bộ          | Mùa giải            | Hạng                | Trận     | Bàn      | Trận         | Bàn          | Trận | Bàn  | Trận      | Bàn       |
| ------------------- | ------------------- | ------------------- | -------- | -------- | ------------ | ------------ | ---- | ---- | --------- | --------- |
| Quảng Nam           | 2022                | V.League 2          | 0        | 0        | —            | —            | —    | —    | 0         | 0         |
| Quảng Nam           | 2023                | V.League 2          | 13       | 8        | 2            | 0            | —    | —    | 15        | 8         |
| Quảng Nam           | 2023–24             | V.League 1          | 3        | 0        | 0            | 0            | —    | —    | 0         | 0         |
| Quảng Nam           | Tổng cộng           | Tổng cộng           | 15       | 8        | 2            | 0            | 0    | 0    | 17        | 8         |
| Tổng cộng sự nghiệp | Tổng cộng sự nghiệp | Tổng cộng sự nghiệp | 15       | 8        | 2            | 0            | 0    | 0    | 17        | 8         |

### Đội tuyển quốc gia
Tính đến ngày 16 tháng 11 năm 2023
| Năm                         | Trận                        | Bàn                         |
| Đội tuyển quốc gia Việt Nam | Đội tuyển quốc gia Việt Nam | Đội tuyển quốc gia Việt Nam |
| --------------------------- | --------------------------- | --------------------------- |
| 2023                        | 5                           | 1                           |
| 2024                        | 1                           | 1                           |
| Tổng                        | 5                           | 2                           |

### Bàn thắng quốc tế
| # | Ngày                 | Địa điểm                                           | Đối thủ     | Tỷ số | Kết quả | Giải đấu                      |
| - | -------------------- | -------------------------------------------------- | ----------- | ----- | ------- | ----------------------------- |
| 1 | 16 tháng 11 năm 2023 | Sân vận động tưởng niệm Rizal, Manila, Philippines | Philippines | 2–0   | 2–0     | Vòng loại FIFA World Cup 2026 |
| 2 | 14 tháng 1 năm 2024  | Sân vận động Al Thumama, Doha, Qatar               | Nhật Bản    | 1–1   | 2–4     | AFC Asian Cup 2023            |

## Danh hiệu

### Câu lạc bộ
Quảng Nam
- V.League 2: 2023

Công an Hà Nội
- Cúp Quốc gia: 2024–25
- Siêu cúp Quốc gia: 2025

### Đội tuyển quốc gia
U-19 Việt Nam
- Giải vô địch bóng đá U-19 Đông Nam Á: 2022

U-23 Việt Nam
- Giải vô địch bóng đá U-23 ASEAN: 2025

### Cá nhân
- Cầu thủ xuất sắc nhất Giải Hạng Nhất Quốc gia: 2023
- Cầu thủ xuất sắc nhất Giải vô địch bóng đá U-23 ASEAN 2025